# Piazza degli Affari
Piazza degli Affari, comunemente detta piazza Affari, è una delle principali piazze di Milano, adiacente a piazza Cordusio e poco distante da piazza Duomo.
Simbolo non solo dell'economia milanese ma anche delle attività finanziarie italiane, la piazza è principalmente conosciuta per la presenza della sede del mercato finanziario nazionale, la Borsa di Milano, qui istituita il 16 gennaio 1808.

## Storia

### Età romana

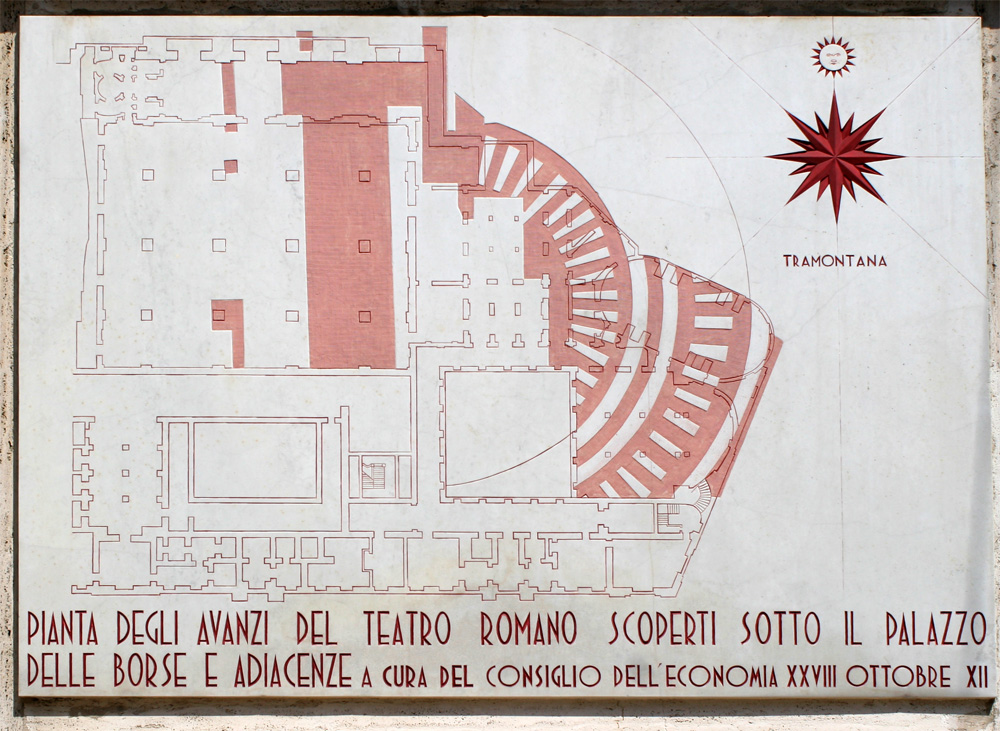
Lapide marmorea sul fianco del Palazzo Mezzanotte. Delinea i resti dell'antico teatro romano di Milano, che sono sepolti sotto questo edificio.

In età romana, dove oggi è collocato il Palazzo Mezzanotte (attuale sede della Borsa di Milano) e l'adiacente palazzo Ercole Turati (sede della Camera di Commercio di Milano), sorgeva il teatro romano di Milano.
Era stato costruito all'interno delle mura romane - in prossimità delle attuali via Cordusio e corso Magenta che già allora erano importanti assi viari - durante il regno dell'Imperatore Augusto, nel I secolo a.C. L'edificio aveva una scena alta 20 metri ed una cavea del diametro di 95 metri e poteva ospitare tra i 7000 e i 9000 spettatori, in un'epoca in cui Milano contava all'incirca 25 000 abitanti.
Il teatro mantenne la sua funzione originaria fino al IV o al V secolo, quando gli editti di Teodosio e la progressiva conquista di potere da parte della Chiesa iniziarono ad ostacolare le rappresentazioni teatrali e i giochi negli anfiteatri. Come gran parte della città venne distrutto nel 1162 da Federico Barbarossa.
Nello spazio dove in seguito sarebbe stata aperta la piazza, nel III secolo d.C, l'imperatore Massimiano vi fece erigere il suo palazzo e, adiacente ad esso, il circo.

### XX secolo: la nuova piazza

La piazza nel 1930: si installano le sculture di Leone Lodi e Geminiano Cibau

La piazza acquistò l'attuale fisionomia durante il Novecento, quando fu risistemata con l'erezione dei due maestosi palazzi fronteggianti: il primo, terminato nel 1932 su progetto dell'architetto Paolo Mezzanotte, e che ospitò la Borsa milanese e il secondo, costruito nel 1939 a chiusura della piazza, disegnato da Emilio Lancia con sculture di Giuseppe Maretto.
La storia dell'edificio borsistico, noto come Palazzo Mezzanotte, iniziò nel 1927 quando il Mezzanotte iniziò i rilievi per la costruzione del nuovo cantiere che si aprì nel 1929 ma che subì interruzioni e rallentamenti continui per via del rinvenimento dei resti del succitato teatro romano.
Il palazzo, avente un'estensione pari a 6450 metri quadri, fu inaugurato nell'ottobre del 1932.

### XXI secolo: il dito di Cattelan
Nel 2010 nel centro della piazza venne posta una scultura dal titolo L.O.V.E., sigla di libertà, odio, vendetta, eternità. L'opera raffigura una mano con tutte le dita mozzate, come se erose dal tempo, eccetto il dito medio, il che le fa raffigurare visivamente il gesto del dito medio, ritenuto generalmente osceno.
Realizzata in marmo di Carrara, l'opera è alta 11 metri, dei quali 4,60 costituiti dalla mano.
L'opera, inaugurata durante la grande recessione, è stata anche interpretata come una protesta contro il mondo della finanza simboleggiato dalla Borsa ed è stata al centro di una polemica scaturita proprio per la natura offensiva del gesto da essa raffigurato.

## Trasporti
- Duomo
- Cordusio